# بگونیا ۹۴۳

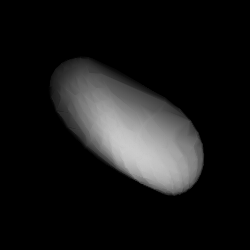
مدل سه‌بُعدی سیارک بگونیا ۹۴۳ بر اساس منحنی نور آن

سیارک ۹۴۳ (به انگلیسی: 943 Begonia، نامگذاری:1920HX) نهصد و چهل و سومین سیارک کشف شده‌است که در ۲۰ اکتبر ۱۹۲۰ و در هایدلبرگ کشف شد.
قدر مطلق سیارک برابر ۹٫۷۷ است.